# Петр Чаянек
Петр Чаянек (чеськ. Petr Čajánek; 18 серпня 1975, м. Готвальдов, ЧССР) — чеський хокеїст, центральний нападник. 
Вихованець хокейної школи ХК «Злін». Виступав за ХК «Злін», «Сент-Луїс Блюз», «Пеорія Рівермен» (АХЛ), «Ак Барс» (Казань), «Динамо» (Москва), СКА (Санкт-Петербург), ХК «Злін».
В чемпіонатах НХЛ — 269 матчів (46+107), у турнірах Кубка Стенлі — 7 матчів (0+2). В чемпіонатах Чехії — 492 матчі (139+264), у плей-оф — 57 матчів (18+28).
У складі національної збірної Чехії учасник зимових Олімпійських ігор 2002, 2006 і 2010 (16 матчів, 1+0); учасник чемпіонатів світу 2000, 2001, 2002, 2005, 2007 і 2009 (47 матчів, 13+20), учасник Кубка світу 2004 (4 матчі, 1+2). У складі молодіжної збірної Чехії учасник чемпіонату світу 1995. 
Досягнення
- Бронзовий призер зимових Олімпійських ігор (2006)
- Чемпіон світу (2000, 2001, 2002)
- Срібний призер чемпіонату Чехії (1995, 1999, 2005), бронзовий призер (2002)
- Володар Континентального кубка (2008)
- Володар Кубка Шпенглера (2010).